# Søgne

Wappen von Søgne

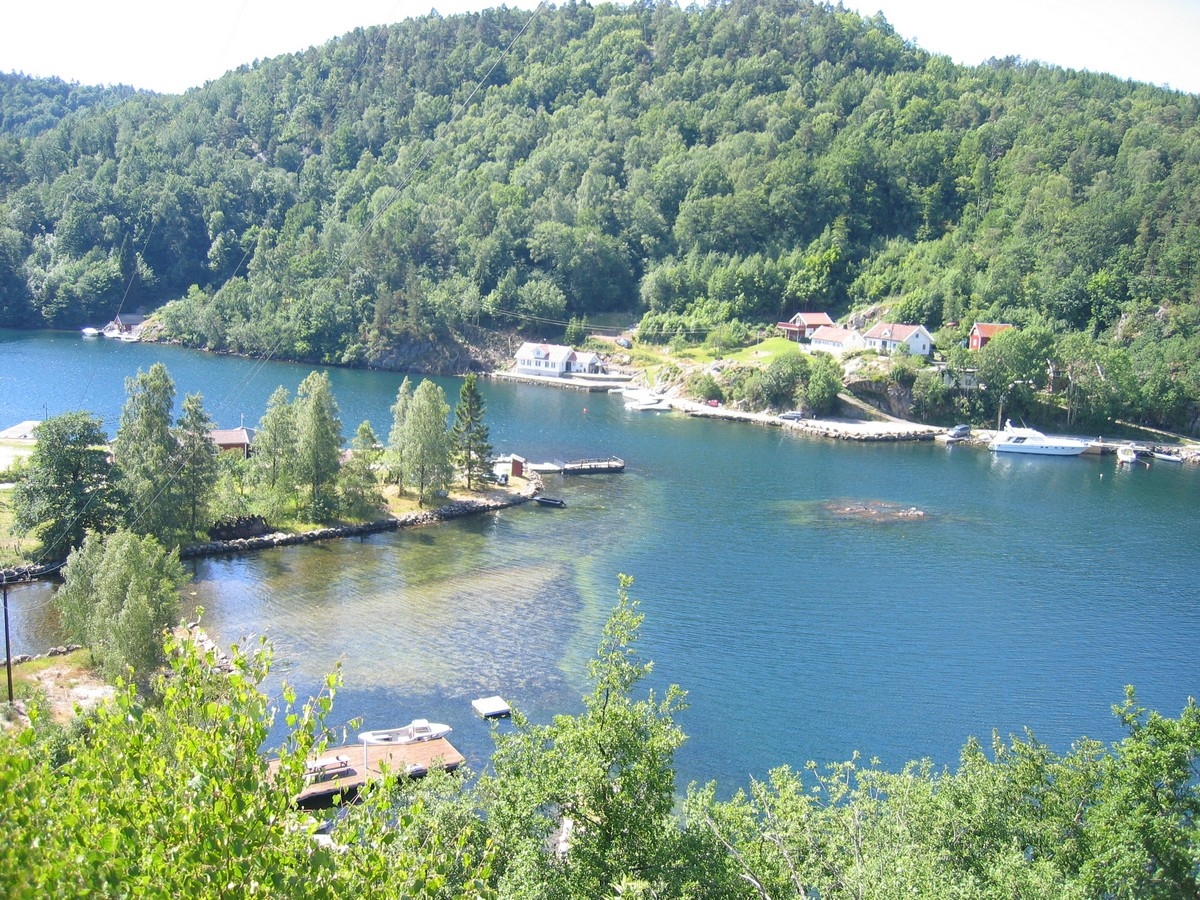
Holmen

Søgne war eine Kommune in der Provinz Vest-Agder in Norwegen. Sie umfasste mehrere Küstensiedlungen. Hauptort war das Zentrum der Kommune, Tangvall. Im Zuge der Kommunalreform in Norwegen wurden Søgne und Songdalen zum 1. Januar 2020 nach Kristiansand eingemeindet.

## Geographie
Søgne lag westlich der Stadt Kristiansand an der Schärenküste Südnorwegens. Der Name der Gemeinde leitete sich vom Fluss Sygna (auch Søgneelva) ab.
Auf einer Fläche von 148 km² lebten 11.403 Einwohner (Stand: 1. Januar 2019). Die Kommunennummer war 1018. Letzte Bürgermeisterin war Astrid Margrethe Hilde (Ap).
Als Ort mit den meisten Sonnenstunden ganz Norwegens war Søgne besonders im Sommer ein beliebtes Touristenziel. Auf den rund 1200 Inseln und Schären der Gemeinde gibt es zahlreiche Ferienhäuser.

## Geschichte
Die vorgelagerte Insel Helgøya wurde von der deutschen Besatzungsmacht nach 1942 zur Küstenbatterie Ny-Hellesund ausgebaut. Das mit schwerer Artillerie, Maschinenkanonen und Mörsern ausgerüstete Fort sicherte die Hafeneinfahrt von Kristiansand und wird häufig als das „norwegische kleine Gibraltar“ bezeichnet.

## Wappen
Beschreibung des Wappens:
Das Wappen ist in blau-silber durch zwei silberne Eisenhutschnitte geteilt.

## Söhne und Töchter der Kommune
- Margrethe Renstrøm (* 1985), Leichtathletin